# تپه چناره ۳
تپه چناره ۳ مربوط به دوره اشکانیان - دوره ساسانیان است و در شهرستان پل‌دختر، بخش معمولان، دهستان معمولان، ۳۵۰ متری جنوب شرق روستای چناره واقع شده و این اثر در تاریخ ۲۲ آبان ۱۳۸۶ با شمارهٔ ثبت ۲۰۱۰۷ به‌عنوان یکی از آثار ملی ایران به ثبت رسیده‌است.